# ƪ
Cette page contient des caractères spéciaux ou non latins. S’ils s’affichent mal (▯, ?, etc.), consultez la page d’aide Unicode.
La lettre ƪ (minuscule sans forme majuscule), appelée ech réfléchi bouclé, est un symbole phonétique qui était utilisé dans l’alphabet phonétique international.

## Utilisation
Daniel Jones et Solomon Tshekisho Plaatje utilise l’ech réfléchi bouclé ‹ ƪ › dans un ouvrage d’apprentissage du tswana publié en 1916.
Dans l’alphabet phonétique international, ech réfléchi bouclé [ƪ] a été utilisé à partir de 1928 pour représenter une consonne fricative alvéolaire sourde labialisée. Ce symbole, peu utilisé, est retiré de l’API en 1976 ; cette consonne pouvant être représenter par [ʃ̫] jusqu’en 1989 et depuis par [ʃʷ].

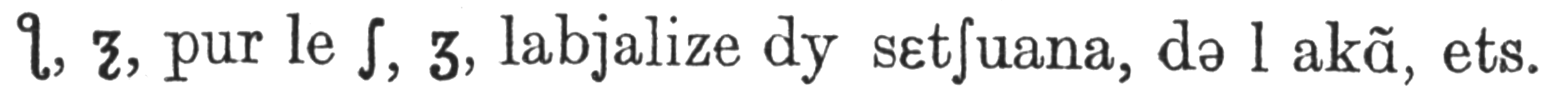
ƪ tel qu’adopté dans l’API en 1928 dans Le Maître phonétique.

## Représentation informatique
Cette lettre possède la représentation Unicode (Latin étendu B) suivante :
| formes    | représentations | chaînes de caractères | points de code | descriptions                                |
| --------- | --------------- | --------------------- | -------------- | ------------------------------------------- |
| minuscule | ƪ               | ƪ                     | U+01AA         | lettre minuscule latine ech réfléchi bouclé |